# 虚空派

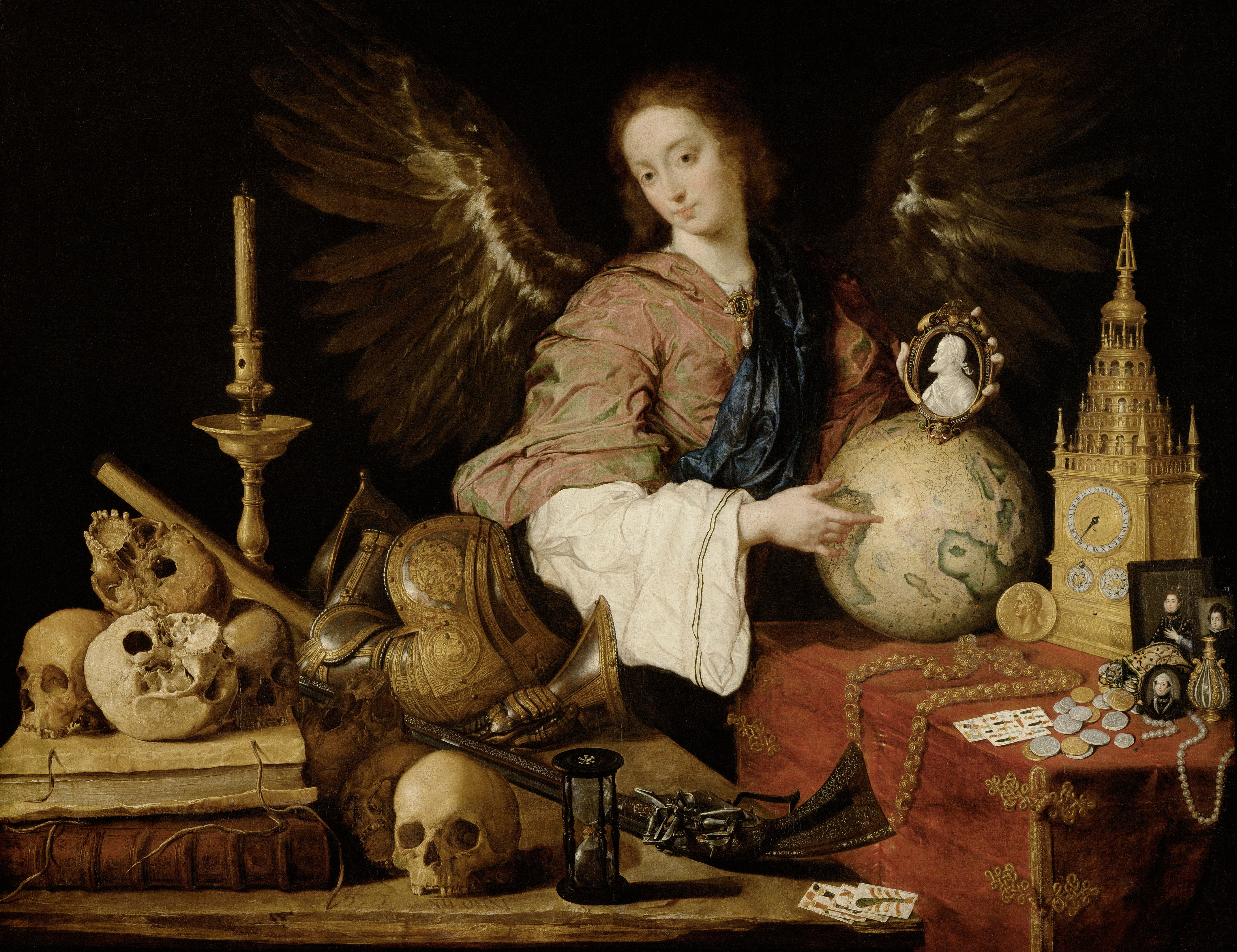
安東尼奧·德·佩雷達的《虚无预言》

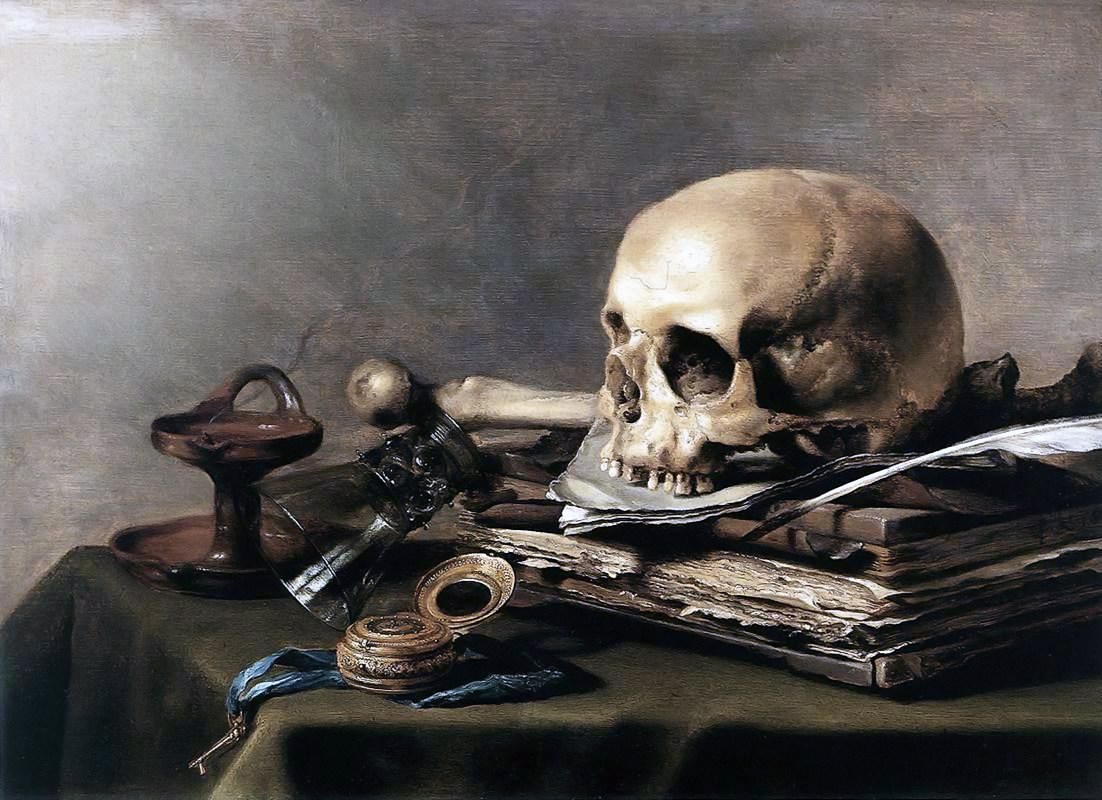
彼得・ 克莱兹（Pieter Claesz）《虚无》（1630）

虚空画（英語：Vanitas）是指一种象征艺术的静物绘画。单词来自拉丁语中vanitas， 意即“虚无”。圣经《传道书》在1:2章节中曾使用这个词语——虚空的虚空，凡事都是虚空(Vanity of vanities; all is vanity)。拉丁语为Vanitas vanitatum omnia vanitas。该绘画风格盛行于巴洛克时期，尤其是16至17世纪的尼德兰地区。
虚空画试图表达在绝对的死亡面前，一切浮华的人生享乐都是虚无的。也因此，虚空画在对世界的描绘中透露出一种阴暗的视角。这些作品中的物体往往象征着生命的脆弱与短暂，以及死亡。其中常见的包括：头盖骨；水果和花朵：象征着衰老；气泡：代表了生命的易逝与死亡的突兀；烟，沙漏，钟表等等。在许多作品中还展现出人类精神生活的一些元素，比如书籍，科学仪器，及象征人类欢乐的乐器和烟管等。